# Ten years carat
『ten years carat』（テン イヤーズ キャラット）は、2013年6月12日にLantisから発売された橋本みゆきの6枚目のベスト・アルバム。前作『espressivo』から約2年6ヶ月ぶりのリリース。
本作は橋本のデビュー10周年を記念したベスト・アルバムであり、ファンによる投票で収録曲が決定した。曲順は「LINK」「ここにいるから…」は最初に決めており、ほかの楽曲はストーリー性を考えて決められた。また、「Bright Pain」は発表から9年が経ち初めてCDに収録された。

## 収録曲
Disc 1
1. LINK [5:43][1]
作詞：桑島由一、作曲・編曲：景家淳
  - PCゲーム『私立アキハバラ学園』エンディングテーマ
2. Cheer Up! [3:36][1]
作詞：Duca、作曲・編曲：黒須克彦
  - PCゲーム『ホームメイド -Homemaid-』オープニングテーマ
3. Faze to love [4:24][1]
作詞：畑亜貴、作曲・編曲：齋藤真也
  - テレビアニメ『ガンパレード・オーケストラ』オープニングテーマ
4. Astraea [4:32][1]
作詞・作曲：橋本みゆき、編曲：鈴木マサキ
  - PCゲーム『マブラヴ』EXTRA編 彩峰慧ルート エンディングテーマ
5. こいのうた [4:18][1]
作詞：川波無人、作曲・編曲：松浦貴雄
  - PCゲーム『_summer』オープニングテーマ
6. Especially [4:41][1]
作詞：くみはし佑、作曲・編曲：宇佐美宏
  - PCゲーム『D.C.II 〜ダ・カーポII〜』第2部オープニングテーマ
7. 愛のカケラ [4:07][1]
作詞：橋本みゆき、作曲：福本公四郎、編曲：近藤昭雄
  - テレビアニメ『School Days』第2話エンディングテーマ
8. 秋色 [5:11][1]
作詞：石川泰・みやび、作曲・編曲：安瀬聖
  - PCゲーム『秋色恋華』オープニングテーマ
9. Be Ambitious,Guys! [4:48][1]
作詞：AlAi、作曲：アッチョリケ、編曲：鈴木マサキ
  - PCゲーム『Tick! Tack!』オープニングテーマ
10. TIME [4:09][1]
作詞：みやび、作曲：橋本みゆき、編曲：鈴木マサキ
  - PCゲーム『明日の君と逢うために』オープニングテーマ
11. Bright Pain [5:12][1]
作詞：御空希色、作曲・編曲：Blasterhead
  - PCゲーム『サクラノ詩 The tear flows because of tenderness. 〜春ノ雪〜』オープニングテーマ
12. Glossy:MMM [4:15][1]
作詞：畑亜貴、作曲・編曲：虹音
  - テレビアニメ『咲-Saki-』オープニングテーマ
13. 初恋パラシュート [3:52][1]
作詞：畑亜貴、作曲：田代智一、編曲：原田勝通
  - テレビアニメ『あかね色に染まる坂』オープニングテーマ
14. 未来ノスタルジア [4:43][1]
作詞：石川泰、作曲・編曲：安瀬聖
  - PCゲーム『未来ノスタルジア』オープニングテーマ
15. さかみち [4:58][1]
作詞：feng、作曲・編曲：景家淳
  - PCゲーム『青空の見える丘』エンディングテーマ

Disc 2
1. ここにいるから… [4:25][1]
作詞：橋本みゆき、作曲：酒井真理子、編曲：景家淳
  - テレビアニメ『GIRLSブラボー』エンディングテーマ
2. 夢見るままに恋をして [3:29][1]
作詞：rino、作曲・編曲：大久保薫
  - PSPゲーム『ましろ色シンフォニー *mutsu-no-hana』オープニングテーマ
3. glitter [4:02][1]
作詞：橋本みゆき、作曲・編曲：鈴木マサキ
  - PCゲーム『MagusTale Infinity』オープニングテーマ
4. 微熱S.O.S!! [3:56][1]
作詞：畑亜貴、作曲：黒須克彦、編曲：大久保薫
  - テレビアニメ『アイドルマスター XENOGLOSSIA』前期オープニングテーマ
5. Star☆drops [4:26][1]
作詞・作曲：橋本みゆき、編曲：安瀬聖
  - PCゲーム『ほしフル 〜星藤学園天文同好会〜』オープニングテーマ
6. Sky Sanctuary [5:00][1]
作詞：西又葵、作曲・編曲：アッチョリケ
  - PCゲーム『俺たちに翼はない〜Prelude〜』主題歌
7. Eternal Sky [4:20][1]
作詞：みやび、作曲・編曲：鈴木マサキ
  - PCゲーム『プリミティブリンク』オープニングテーマ
8. 未来回帰線 [4:53][1]
作詞：畑亜貴、作曲・編曲：虹音
  - テレビアニメ『祝福のカンパネラ』エンディングテーマ
9. Princess Primp! [4:05][1]
作詞：畑亜貴、作曲・編曲：虹音
  - テレビアニメ『プリンセスラバー!』オープニングテーマ
10. innocence [4:49][1]
作詞：AlAi、作曲：アッチョリケ、編曲：景家淳
  - テレビアニメ『SHUFFLE!』エンディングテーマ
11. ETERNAL RED [4:10][1]
作詞：松井洋平、作曲・編曲：前口渉
  - オンラインゲーム『RED STONE』オープニングテーマ
12. ∞未来 [4:59][1]
作詞：橋本みゆき、作曲・編曲：羽鳥風画
  - PCゲーム『失われた未来を求めて』オープニングテーマ
13. Waltz!Waltz!Waltz! [4:18][1]
作詞：橋本みゆき、作曲・編曲：chokix
  - PS2ゲーム『プリンセスラバー! 〜Eternal Love For My Lady〜』オープニングテーマ
14. The Day Takeoff [4:37][1]
作詞：HIRO、作曲・編曲：Shade
  - PCゲーム『大帝国』オープニングテーマ
15. Futuristic Player [3:48][1]
作詞・作曲・編曲：ZAQ
  - テレビアニメ『咲-Saki-阿知賀編 episode of side-A』エンディングテーマ

DVD
1. 「AI DO.」Music Clip
2. ten years carat Special Music Clip
  - Cheer Up!
  - Glossy:MMM
  - Sky Sanctuary